# Mano rubata (film)
Mano rubata è un film per la televisione del 1989, l'ultimo lavoro diretto da Alberto Lattuada.

## Storia
Il film è tratto dal racconto omonimo di Tommaso Landolfi contenuto nella raccolta Tre racconti edita per la prima volta nel 1964. Il film Mano rubata, trasmesso il 23 maggio 1989, faceva parte della serie televisiva Amori prodotta da Reteitalia.

## Trama
La vicenda si svolge a Parigi in epoca contemporanea. Gunther Mayer, un giovane scrittore di viaggi, è rimasto colpito profondamente da una donna, altera e molto bella, che ha intravisto la prima volta per caso attraverso la vetrina di un negozio di fiori. In seguito incontra la donna altre volte, e per brevissimo tempo (in coda in automobile, all'uscita di un teatro) o, quanto meno, crede di averla intravista fra la folla; le appare invece più volte in sogno, inafferrabile. Gunther confessa di voler conoscere la donna per spogliarla («quel corpo che gli abiti nascondevano, mi ossessiona. Ma il desiderio ossessivo di vederlo nudo era piuttosto una rabbiosa volontà di strapparle le vesti di dosso, per vederla umana, come una donna qualsiasi, rovesciarla da quel suo piedistallo di irraggiungibilità»).
L'occasione di incontrare e tentare di denudare la bella e altera sconosciuta si presenta a Gunther in occasione di un ricevimento in casa di Marianne, un'amica comune; tra gli invitati vi sono uno scrittore, Fabienne l'induista, un professore di psicologia, un aristocratico, una starlette, un pittore, una donna ipocondriaca. Juliette Carfienne giunge in casa di Marianne quando Gunther, annoiato, sta per andare via. Dopo che i due sono stati presentati l'uno all'altra ella rifiuta le offerte di amicizia di Gunther il quale risponde all'indifferenza di lei con ostilità. Egli propone agli invitati un gioco di società: una partita a poker a eliminazione che avrà alla fine un solo vincitore, il solo che resterà vestito; i perdenti dovranno svestirsi o suicidarsi. Nella mano finale fra Juliette e Gunther quest'ultimo esce vincitore. Tutti i perdenti si spogliano tranne Juliette, la quale afferma di scegliere il suicidio. In segno di sfida Gunther trae dalla fondina sotto la giacca una pistola automatica e la porge a Juliette; allorché quest'ultima si accinge a compiere l'insano gesto Gunther le toglie l'arma dalla mano e afferma di essere stato lui ad aver perso la partita; quindi si spoglia. Juliette si dichiara vinta e si denuda anch'ella. Concluso il ricevimento gli ospiti si accomiatano; per le scale Gunther dice a Juliette che ha visto solo i suoi occhi; i due se ne vanno insieme.